# Mr. Marcus
Mr. Marcus ("Jesse Spencer" em 4 de setembro de 1970 em  Pomona, Califórnia) é um ator pornográfico norte-americano. É especializado em filmes interraciais.

## Carreira
Aos 16 anos ele começou a levantar peso, sendo nessa idade que começou a se interessar por material adulto. Ele trabalhou como dançarino, motorista de caminhão e carregador em armazéns de empresas de carga entre os 18 e 23 anos.
Começou a atuar em filmes adultos apos ligar para o produtor de filmes pornográficos Randy Detroit. Na convenção de 1994 da revista AVN ele conheceu o diretor Ron Hightower e a atriz pornográfica Juanita Chong, que o incentivaram a prosseguir nos filmes eróticos.
Ele é muito conhecido por usar um boné de baseball em seus filmes, pois certa vez ele raspou todo o cabelo, como era moda na época, mas não gostou do resultado. Ele ainda possui uma tatuagem monocromática em referência a símbolos da cultura da Polinésia.

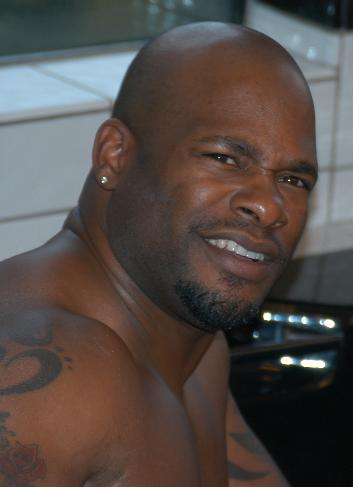
Mr Marcus no set de filmagem de "Black In White 2" em 2004

## Sífilis
Em agosto de 2012, Marcus foi o centro de um surto de sífilis entre atores pornográficos que causou a interrupção de muitas filmagens na indústria pornográfica. Um inquérito revelou que Mr. Marcus era o infectado número um e que ele havia dado informações incompletas aos produtores dos filmes. O primeiro sinal da infecção de Marcus foi o aparecimento de erupções escuras em suas mãos. Ele tentou realizar um auto-diagnóstico em pesquisas na internet, sem sucesso. Ele assumiu que era devido ao estresse ou a falta de vitaminas e passou a tomar suplementos alimentares. Em 13 de junho de 2012, Marcus realizou alguns exames médicos que não incluíam um detector da doença.
Em maio, uma atriz percebeu marcas em seu pênis e se recusou a trabalhar com ele. Marcus pensou que fosse apenas uma reação alérgica ao lubrificante que usava. Em 24 de junho, Marcus filmou uma produção para a Bang Bros com feridas notáveis em seu pênis. Ninguém da produção ou outros atores comentaram alguma coisa, e com os resultados do teste anterior, Marcus ainda acreditava que era devido a deficiência de vitaminas. Marcus foi diagnosticado com sífilis em 12 de julho de 2012 pelo seu médico pessoal e recebeu um injeção de penicilina no dia seguinte. Em 14 de julho, realizou novos testes de rotina, que adicionou o teste para sífilis na lista, dando em positivo, mas apenas um dia depois da injeção. Ele aguardou os dez dias de espera recomendados e realizou outro teste novamente em 21 de julho. O teste continuou positivo, mas o médico afirmou que não havia riscos, não era contagioso, e que seu corpo sempre alertaria (?) os testes específicos para a infecção.
Marcus retornou ao trabalho em 24 de julho, e devido a sua história e reputação na indústria não foi requerido um teste completo, e apenas mostrou uma cópia em seu telefone, escondendo a secção do rapid plasma reagin (RPR) relevante para sífilis. Para uma produção diferente, Marcus falsificou os resultados do teste, dobrando a parte que alertaria a respeito da sua condição e tirando uma fotocópia. Isso foi percebido por Mark Blazing da Blazing Bucks em 7 de agosto, uma semana após a filmagem. Durante esse período, Marcus trabalhou três vezes, embora as atrizes dessas produções tenham testado negativo.
A respeito da tentativa de encobrir a doença, Marcus respondeu:"Eu tentei esconder...porque é igual à letra escarlate (para adúlteros). É a palavra, Sifilis, whoa"

## Prisão e processo civil
Em 4 de junho de 2013, Marcus foi sentenciado a 30 dias na cadeia e liberdade condicional de 36 meses por "conscientemente expôr ao menos duas atrizes a sífilis após testar positivo para a doença dias antes". Uma das atrizes, Lylith Lavey, entrou com um processo civil contra o ator. Em junho de 2014 Lavey ganhou a ação contra Marcus, tendo a corte estipulado o valor de US$129,360 como indenização pelos danos causados.

## Prêmios
- 1998: XRCO Award – Male Performer of the Year[11]
- 1999: AVN Award – Best Group Sex Scene, Film – The Masseuse 3[12]
- 2001: XRCO Award – Best Threeway Sex Scene – Up your Ass 18[11]
- 2003: AVN Award – Best Supporting Actor, Film – Paradise Lost[12]
- 2006: XRCO Hall of Fame inductee[13]
- 2009: AVN Hall of Fame inductee[14]
- 2009: AVN Award – Best Couples Sex Scene – Cry Wolf[15]
- 2009: Urban X Award – Crossover Male[16]
- 2009: Urban X Award – Male Performer of the Year[16]
- 2010: AVN Award – Best Double Penetration Sex Scene – Bobbi Starr & Dana DeArmond's Insatiable Voyage[17]